# Hans Henrik Lerfeldt
Hans Henrik Lerfeldt (16. august 1946 i Aarhus – 27. juli 1989 i København) var en dansk maler og grafiker.
Hans Henrik Lerfeldt blev uddannet på Kunstakademiets grafisk skole 1965-70 under Palle Nielsen.
Hans  Henrik Lerfeldt var adoptivbarn og kom ind i et meget religiøst hjem.  Hans adoptivfar var præst, og overlod ham tit til forskellige børnehjem.  Han blev fra begyndelsen af 1970erne stærkt inspireret af Især Wilhelm Freddies erotiske surrealisme og havde en særstilling som fornyer af det surrealistiske maleri i Danmark. Kvinden var hans foretrukne motiv. Han dyrkede det provokerende og frastødende med stærk vægt på det erotiske, gerne sadomasochistiske scener med kvinder og insekter. Han malede med en fotografisk præcision. Hans store interesse for jazz inspirerede ham til en række plakater og malerier, blandt andet af Chet Baker.
Hans Henrik Lerfeldt spillede en lille birolle som kvinde i Ingmar Bergmans film Fanny og Alexander fra 1982.